# Бардешин Віталій Семенович
Віталій Семенович Бардешин (9 вересня 1940 — 12 травня 2003, Полтава, Україна) — український футболіст і тренер. Майстер спорту СРСР.

## Біографія
Під час Німецько-радянської війни родина Бардешиних мешкала на Подолі. Щоб вберегти трьох дітей від фашистських облав, мати переховувала їх у полі. У мирний час батько пропрацював на млинкомбінаті 27 років. У 50-х йому підприємство виділило Семену Бардешину квартиру у центрі міста, по вул. Конституції.
Віталій Бардешин грав за місцевий «Локомотив», а військову службу проходив у складі одеського СКА. Армійська команда була одним з лідерів серед українських команд класу «Б». 1961 року стала переможцем своєї групи, але у вирішальному матчі за звання чемпіона УРСР поступилися «Чорноморцю». Наступного сезону «армійці» стали четвертими у цьому турнірі. Успіх прийшов 1963 року, знову перемога у своїй групі і стикових матчах чемпіонату УРСР проти вінницького «Локомотива».
Того року був реоргонізований чемпіонат СРСР, і СКА (Одеса) потрапила до другої групи класу «А». Одесити впевнено грали протягом сезону, на фініші стали другими і здобули путівку до першої групи класу «А». Протягом цих чотирьох сезонів Віталій Бардешин був гравцем основного складу «армійців», але наступного року повернувся до Полтави.
1966 року став гравцем донецького «Шахтаря», в елітному дивізіоні дебютував 7 травня у грі проти московського «Торпедо». На виїзді українські футболісти здобули перемогу з рахунком 2:1 (відзначилися Павло Адамов і Анатолій Пилипчук). Два голи у вищій лізі забивав у ворота, які захищали Володимир Маслаченко («Спартак» Москва) і Леонід Клюєв («Зоря» Луганськ). Після двох сезонів у Донецьку повернувся до Полтави, тривалий час був лідером і капітаном команди, яка у той час називалася «Сільбуд», «Будівельник» і «Колос». Всього провів понад 400 офіційних матчів, забив 46 голів.
В останньому сезоні поєднував виступи на футбольному полі з тренерською роботою під керівництвом Віктора Носова. Продовжував входити до тренерського штабу «Колоса» і при наступному старшому тренерові — Анатолію Віткову (1974—1976). В подальшому працював дитячим тренером у ДЮСШ. Був помічником Віктора Пожечевського у перших двох сезонах «Ворскли» після повернення до лав команд майстрів української другої ліги (1987 — 9-те місце і 1988 — 2-ге місце).
У Полтаві проводиться традиційний дитячо-юнацький футбольний турнір пам'яті Віталія Бардешина. У ньому беруть участь кращі команди з міста та області.
У 2010 році інтернет-видання «Football.ua» провело низку опитувань, з метою визначити найкращих футболістів в історії провідних українських клубів. Віталій Бардешин посів 27-ме місце серед гравців полтавської «Ворскли».

## Досягнення
У складі одеського СКА:
- 1961 — віце-чемпіон УРСР серед команд класу «Б»;
- 1963 — чемпіон УРСР серед команд класу «Б»;
- 1964 — друге місце серед команд другої групи класу «А» і здобуття путівки до еліти радянського клубного футболу.

У складі полтавського «Колоса»:
- 1965 — увійшов до списку «33 кращих гравців» республіки під другим номером (на його позиції також обрали: № 1 — Йожефа Сабо, № 3 — Володимира Мунтяна).

## Статистика
| Команда            | Д-1  | Д-1  | Д-2  | Д-2  | Д-3  | Д-3  | Кубок | Кубок |
| Команда            | Ігри | Голи | Ігри | Голи | Ігри | Голи | Ігри  | Голи  |
| ------------------ | ---- | ---- | ---- | ---- | ---- | ---- | ----- | ----- |
| «Шахтар» (Донецьк) | 47   | 2    | —    | —    | —    | —    | 4     | 0     |
| СКА (Одеса)        | —    | —    | 102  | 5    | 38   | 1    | 9     | 0     |
| «Колос» (Полтава)  | —    | —    | 79   | 8    | 115+ | 30   | 2     | 0     |
| Всього за кар'єру  | 47   | 2    | 181  | 13   | 153  | 31   | 15    | 0     |